# Falsk renlav
Falsk renlav (Cladonia rangiformis) är en lavart som beskrevs av Hoffm.. Falsk renlav ingår i släktet Cladonia, och familjen Cladoniaceae. Arten är reproducerande i Sverige.

## Bildgalleri

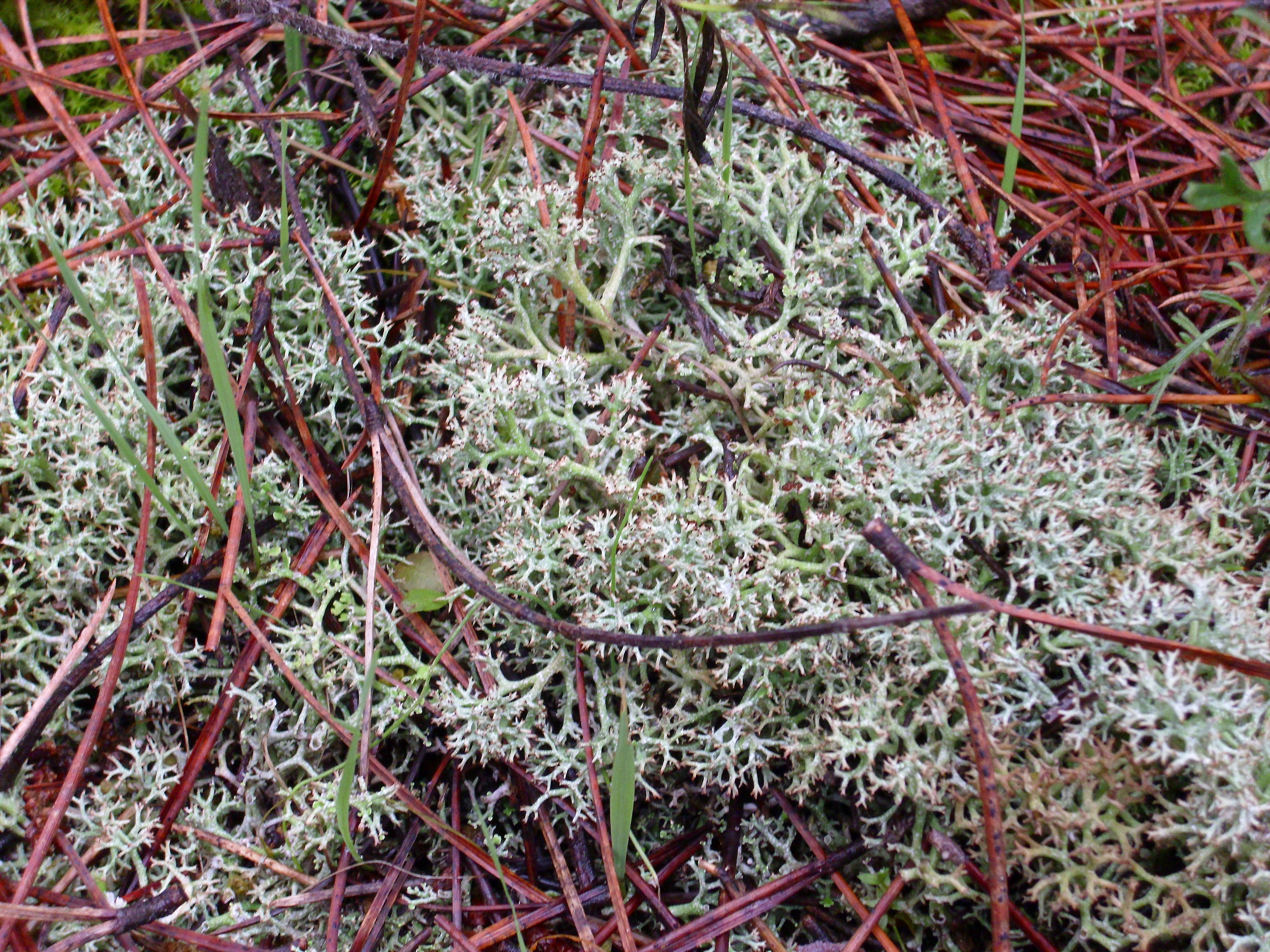
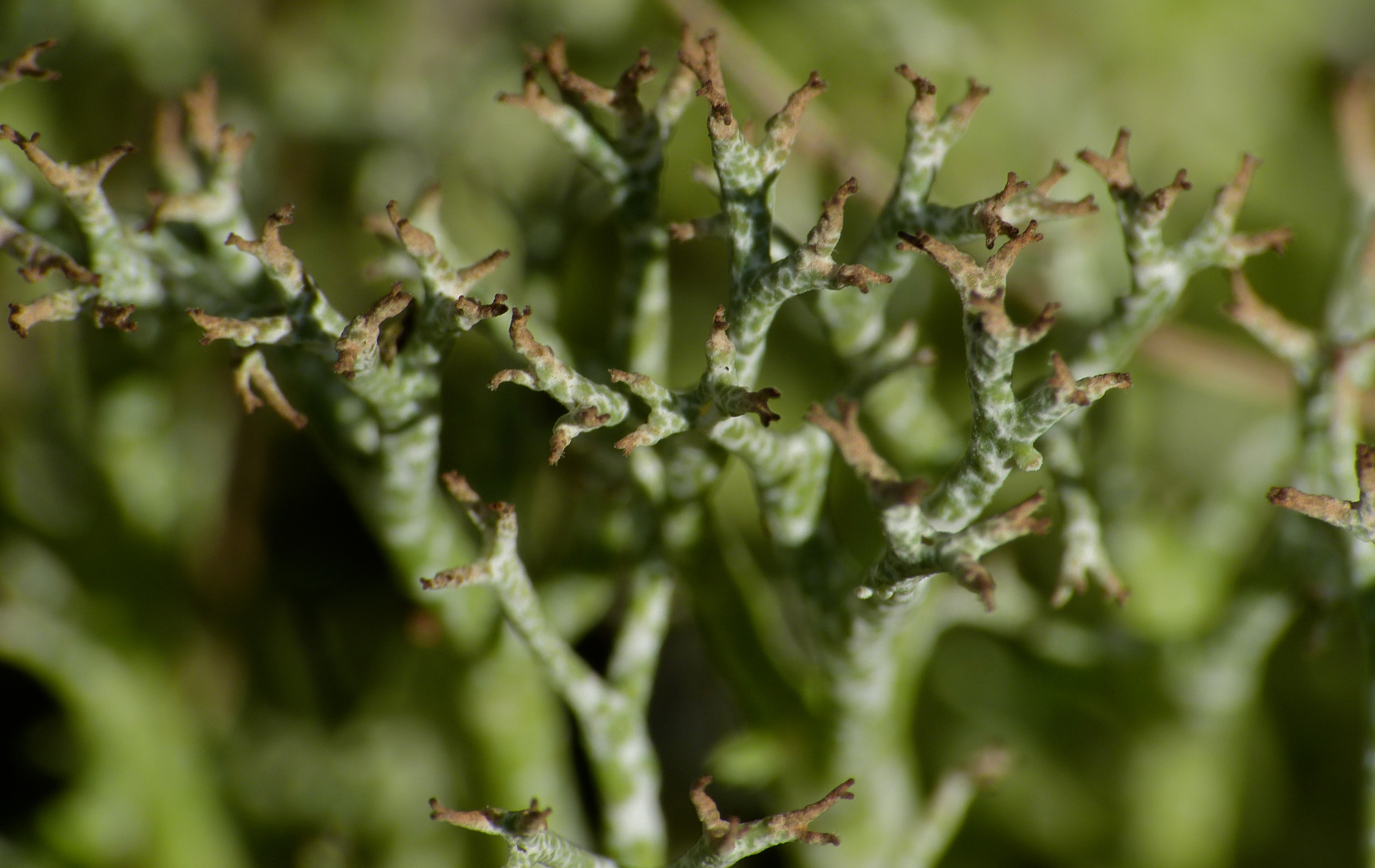
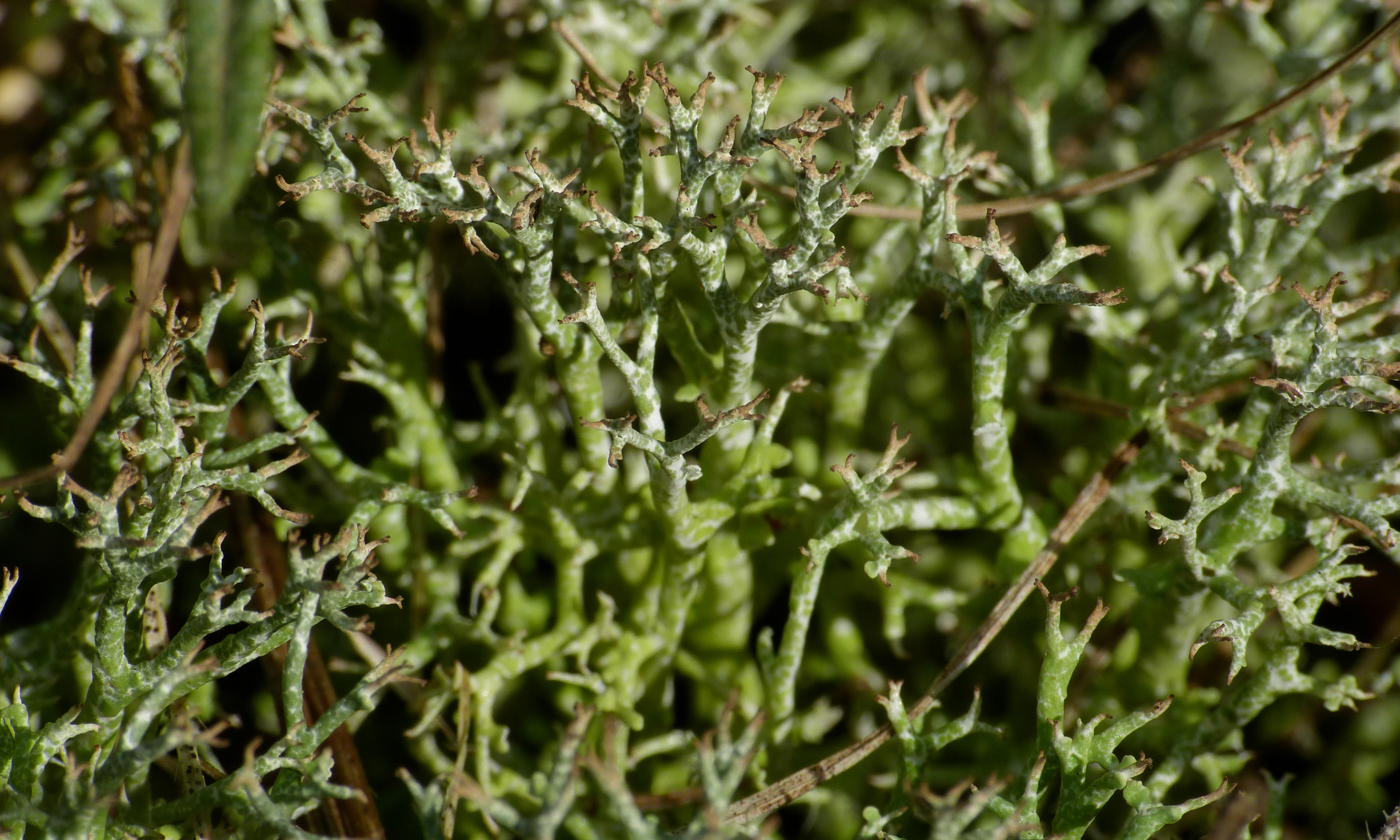